# Cousso
Cousso é uma povoação portuguesa sede da Freguesia de Cousso do Município de Melgaço, freguesia com 7,14 km² de área e 239 habitantes (censo de 2021), tendo, por isso, uma densidade populacional de 33,5 hab./km².
A origem do seu nome divide opiniões, sendo originária segundo alguns do árabe “cançon”, que quererá dizer arco, ou ainda de uma adaptação do nome “couto”, “que significa terra coutada, defesa ou privilegiada.[carece de fontes?]

## Demografia
A população registada nos censos foi:
| Distribuição da População por Grupos Etários | Distribuição da População por Grupos Etários | Distribuição da População por Grupos Etários | Distribuição da População por Grupos Etários | Distribuição da População por Grupos Etários |
| -------------------------------------------- | -------------------------------------------- | -------------------------------------------- | -------------------------------------------- | -------------------------------------------- |
| Ano                                          | 0-14 Anos                                    | 15-24 Anos                                   | 25-64 Anos                                   | > 65 Anos                                    |
| 2001                                         | 22                                           | 44                                           | 162                                          | 132                                          |
| 2011                                         | 13                                           | 11                                           | 127                                          | 143                                          |
| 2021                                         | 11                                           | 6                                            | 71                                           | 151                                          |

## Localização
Localizada numa das vertentes da serra da Peneda, dista cerca de dez quilómetros da sede do município. Faz fronteira com as freguesias de Penso, a norte, Paderne, a nordeste, Parada do Monte e Cubalhão, a sudeste, e Gave, a sul, do Município de Melgaço, assim como com a freguesia de Riba de Mouro do Município de Monção, a oeste.
A freguesia é composta por três grandes lugares, que se subdividem: Virtelo, composto por Aldeia, Cerdeiras e Pousada, a oeste, Cousso, com Borrageiro, Entre as Casas, Portela e Tujeira, no centro, e Cela, com Eido de Baixo e Eido de Cima, Costa Temprão e Revolta, a este.

## História
Algumas das primeiras referências documentais sobre a localidade de Cousso datam do século XII, figurando um século mais tarde, na lista ou catálogo das igrejas entre o Lima e o Minho que pertenciam ao bispado de Tui, mandado elaborar pelo rei D. Dinis, em 1320. Contudo, muito séculos antes disso, na freguesia já existia uma via romana que atravessava a serra, até Valadares, assim como alguns vestígios e ruínas da cultura dolménica pelos seus montes. 
Fazia parte do antigo concelho de Valadares até 1855, passando desde então a pertencer à comarca e concelho (atual município) de Melgaço.

## Pontos de Interesse
- Igreja Paroquial de Cousso ou de São Tomé
- Ruínas Pré-Históricas: Dólmenes e Antas
- Paisagem sob o vale do rio Mouro

## Galeria

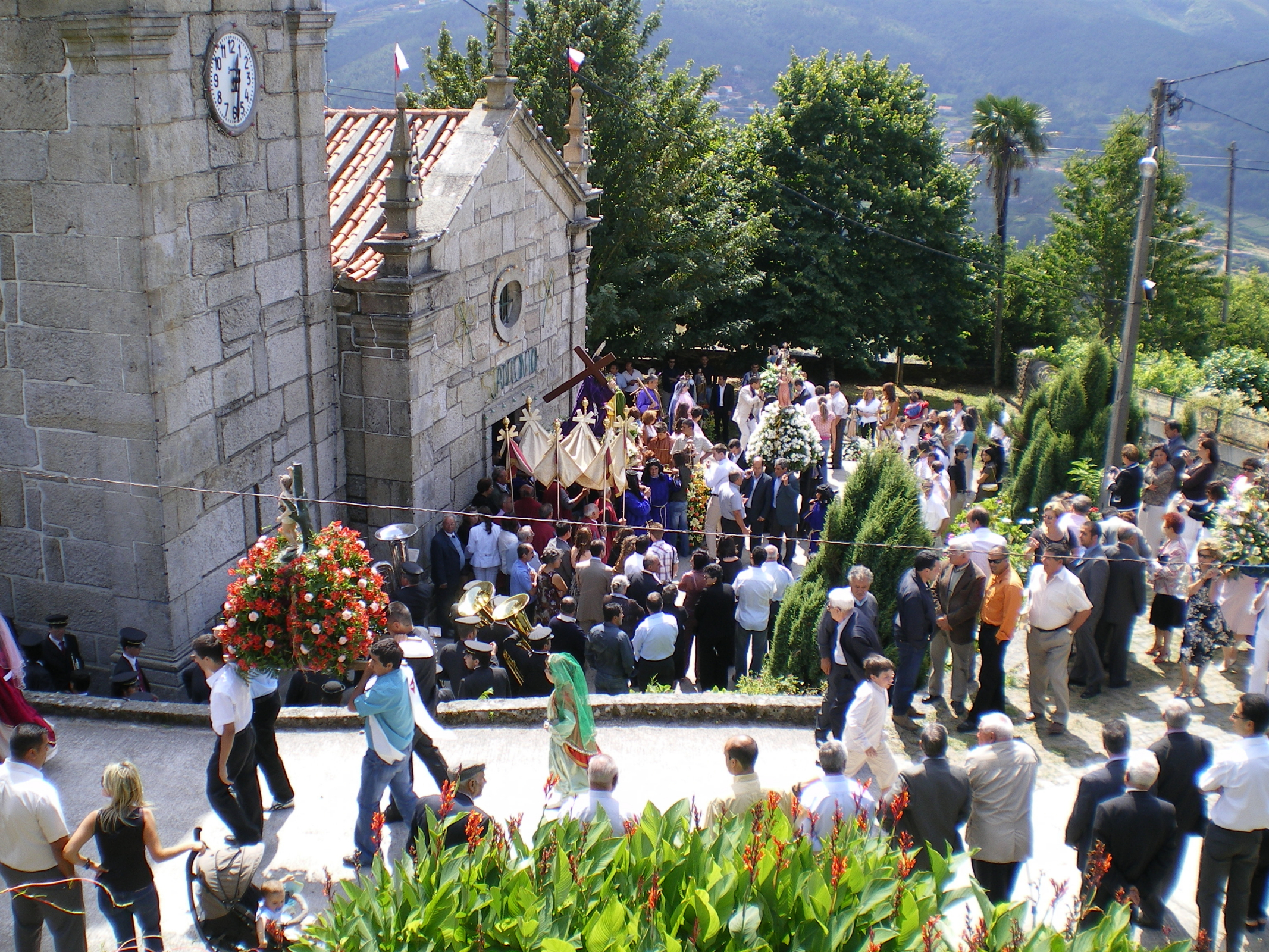
Festas Tradicionais
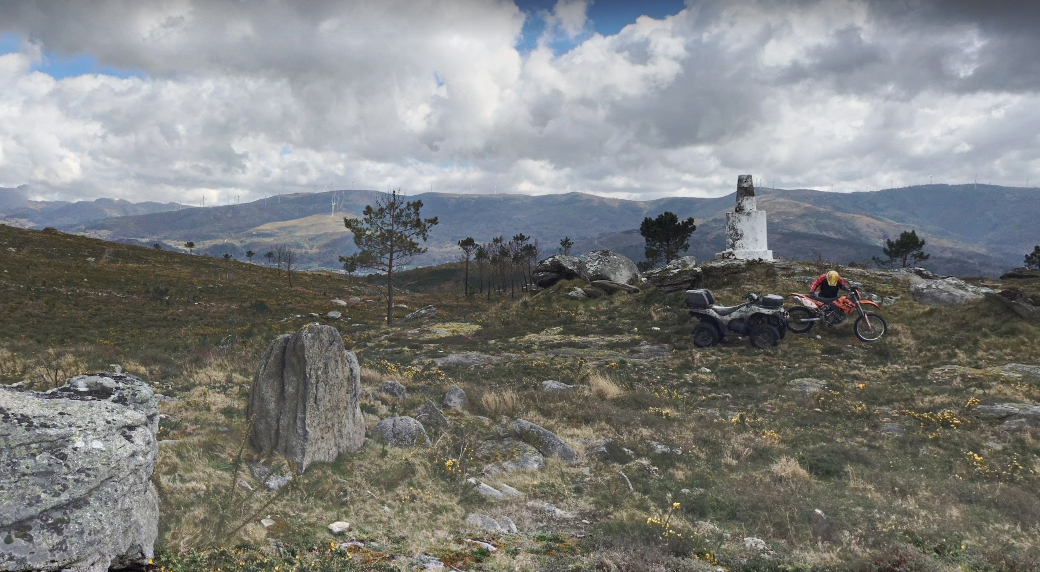
Ruínas Pré-Histórias em Cousso
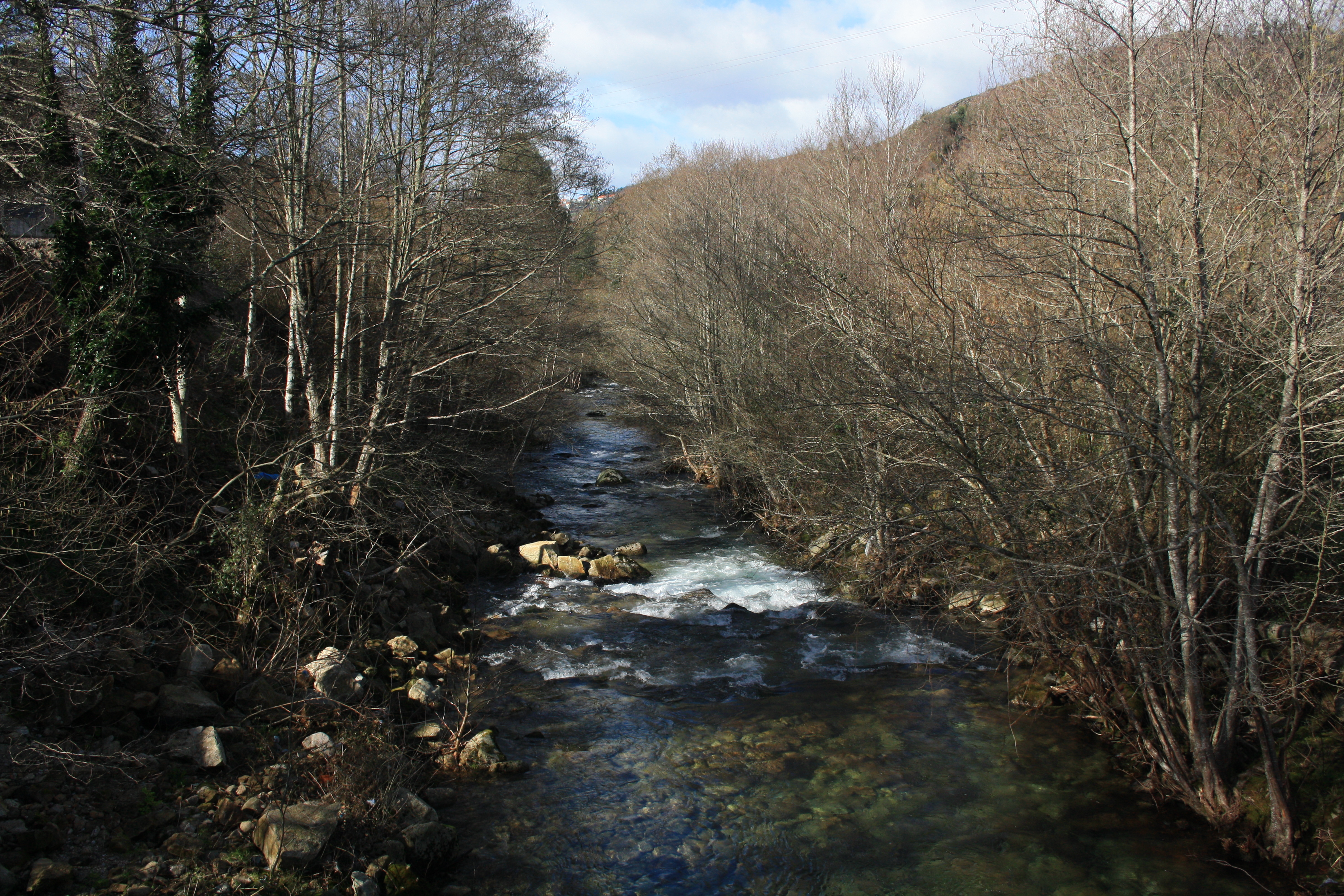
Rio Mouro
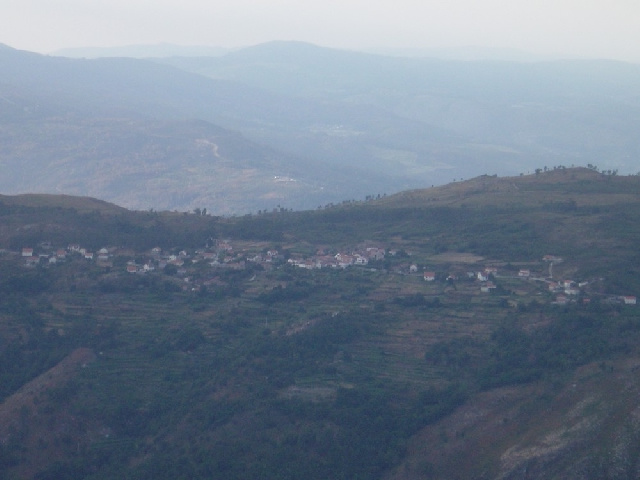
Paisagem
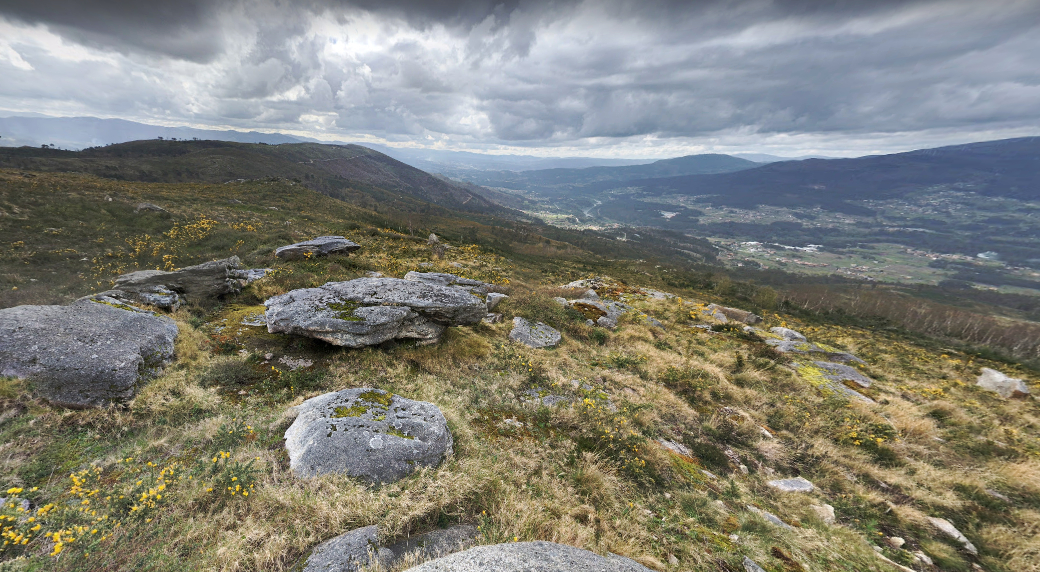
Paisagem

## Personalidades
Cousso é a terra natal de:
- Adolfo de Sousa, soldado servente do 5º Grupo de Baterias de Montadas do Regimento de Artilharia nº 1, pertencente ao Corpo Expedicionário Português na Primeira Guerra Mundial
- Agostinho Alves, alferes de Administração Militar, pertencente ao Corpo Expedicionário Português na Primeira Guerra Mundial
- Manuel Duque, soldado do Batalhão de Infantaria nº 3, do Corpo Expedicionário Português na Primeira Guerra Mundial